# Mark Sandman
Mark Sandman (24 de septiembre de 1952 - 3 de julio de 1999) fue un músico estadounidense, que se destacó como cantante, compositor, multinstrumentista e inventor de instrumentos musicales. Como líder y fundador de la banda Morphine, Sandman fue el principal exponente del low rock, llamado así por los sonidos bajos que producía la combinación de su voz, su bajo de dos cuerdas y el saxo barítono ejecutado por Dana Colley.

## Biografía
Mark Sandman nació en el seno de una familia judío-americana en Newton, Massachusetts. Al alcanzar la mayoría de edad, los padres urgen a Mark a elegir entre conseguir "un trabajo de verdad" o irse de la casa. Ellos esperaban que Mark limitara su actividad como músico a las tardes o los fines de semana. Sin embargo, ante la alternativa planteada, Mark decide irse de la casa, sobreviviendo sobre la base de trabajos tales como obrero de la construcción, conductor de taxi o pescador, y aprovechando lo que recibía en concepto de horas extra para viajar.
La muerte de sus dos hermanos menores, Roger y Jon, afectó profundamente a Mark.
Además de Morphine, que fundó en 1989, Mark Sandman participó en innumerables bandas, como Treat Her Right, Sandman, Candy Bar, the Hypnosonics, Treat Her Orange, Supergroup, the Pale Brothers, entre otras. Sandman alteraba profundamente sus instrumentos, y algunas veces incluso los construía él mismo.
En Morphine, Mark Sandman tocaba un bajo de sólo dos cuerdas (afinadas casi siempre en do y su quinta) con slide, aunque en unas pocas ocasiones ha llegado a tocar la guitarra, el "unitar" (nombrado por similitud con el instrumento de una cuerda del blues estadounidense), el bajo de tres cuerdas con slide, el "basitar", "tritar" y "guitbass" (distintas combinaciones de cuerdas de bajo con cuerdas de guitarra).
Murió de un ataque cardíaco a los 46 años, mientras daba un concierto junto a Morphine en Palestrina, Italia.
Actualmente es reconocido como uno de los bajistas más talentosos y subestimados de su generación. Músicos como Les Claypool (Primus) y Josh Homme (Queens of the Stone Age) han expresado su admiración y reconocido su influencia.

## Discografía

### Treat Her Right
- Treat Her Right (1986)
- Tied to the Tracks  (1989)
- What's Good for You (1991)
- The Lost Album (2009)

### Morphine
- Good (1992)
- Cure For Pain (1993)
- Yes (1995)
- Like Swimming (1997)
- The Night (2000)

### Solo
- Sandbox: The Mark Sandman Box Set (2004)